# Front de Salvació Nacional Palestí
El Front de Salvació Nacional Palestí (àrab: جبهة الانقاذ الوطني الفلسطيني, Jabhat al-Inqāḏ al-Waṭanī al-Filasṭīnī) va ser una coalició de faccions palestines. Estava format pel Front Popular per a l'Alliberament de Palestina, el Front Popular per a l'Alliberament de Palestina-Comandament General, As-Saika, el Front de Lluita Popular Palestina, el Front d'Alliberament Palestí i Fatah al-Intifada. El Front es va fundar com a reacció als Acords d'Amman entre Iàssir Arafat i el rei Hussein I de Jordània. El Front de Salvació Nacional Palestí va acusar la direcció de l'Organització per l'Alliberament de Palestina (OAP) de «capitulació».
El 1991, l'OAP va convidar el Front de Salvació Nacional Palestí a Tunis per a converses de reconciliació.